# Giorgio Guglielmo del Palatinato-Zweibrücken-Birkenfeld
Giorgio Guglielmo (Ansbach, 6 agosto 1591 – Birkenfeld, 25 dicembre 1669) titolare conte palatino del Reno, duca in Baviera, conte di Veldenz e Sponheim fu il duca di Zweibrücken-Birkenfeld dal 1600 fino alla sua morte.

## Vita

Stemma di Giorgio Guglielmo.

Giorgio Guglielmo nacque ad Ansbach nel 1591 come maggiore dei figli di Carlo I, conte palatino di Zweibrücken-Birkenfeld. Successe al padre nel 1600 come conte di Sponheim. Fu co-regnante del condominio sponheimicese insieme con il margravio Guglielmo di Baden-Baden, il quale aveva faticosamente respinto i movimenti controriformisti. Giorgio Guglielmo terminò l'espansione del castello di Birkenfeld, che suo padre aveva cominciato, e pose le fondamenta della cappella del castello. Egli è visto come un reggente economico e prudente, anche se egli non poté fare molto durante la guerra dei trent'anni, le cui terre furono invase nel 1635, e nello stesso anno scoppiò la peste che uccise 416 persone. Nel 1666 nominò Günter Heyler predicatore di corte a Birkenfeld. Giorgio Guglielmo morì a Birkenfeld nel 1669 e fu sepolto nella chiesa parrocchiale di Birkenfeld; in seguito, la sua tomba fu spostata nella cappella del castello di Birkenfeld ed infine a Meisenheim.

## Matrimonio
Giorgio Guglielmo sposò Dorotea di Solms-Sonnenwalde (1586–1625), figlia del conte Ottone, il 30 novembre 1616 ed ebbero i seguenti figli:
- contessa palatina Dorotea Amalia (30 marzo 1618 – 6 agosto 1635)
- contessa palatina Anna Sofia (12 aprile 1619 – 1 settembre 1680), principessa-badessa di Quedlinburg
- contessa palatina Elisabetta Giuliana (28 ottobre 1620 – 25 ottobre 1651)
- contessa palatina Maria Maddalena (8 agosto 1622 – 27 ottobre 1689)

∞ nel 1644 il principe Antonio Günther I di Schwarzburg-Sondershausen
- contessa palatina Clara Sibilla (14 gennaio 1624 – 1 febbraio 1628)
- Carlo II Ottone (5 settembre 1625 – 30 marzo 1671), conte palatino di Zweibrücken-Birkenfeld

Giorgio Guglielmo si sposò una seconda volta con Giuliana di Salm-Grumbach (1616–1647) il 31 ottobre 1641. Il matrimonio rimase senza figli e la coppia divorziò dopo che Giuliana diede alla luce un bambino poco dopo le nozze di cui Giorgio Guglielmo non poteva esserne il padre. (Il padre del bambino in efeftti era Giovanni Ludovico di Salm-Dhaun.)
Giorgio Guglielmo sposò poi Anna Elisabetta di Öttingen-Öttingen (1603–1673), figlia del conte Luigi Eberardo, il 7 marzo 1649. Anche questo matrimonio fu senza figli.

## Ascendenza
|                                                         |                                 |                                    | Genitori                          |  |  | Nonni |  |  | Bisnonni                            |  |  | Trisnonni                             |  |
|                                                         |                                 |                                    |                                   |  |  |       |  |  | Luigi II del Palatinato-Zweibrücken |  |  | Alessandro del Palatinato-Zweibrücken |  |
|                                                         |                                 |                                    |                                   |  |  |       |  |  | Luigi II del Palatinato-Zweibrücken |  |  | Alessandro del Palatinato-Zweibrücken |  |
|                                                         |                                 | Margherita di Hohenlohe-Neuenstein |                                   |  |  |       |  |  | Luigi II del Palatinato-Zweibrücken |  |  |                                       |  |
| Volfango del Palatinato-Zweibrücken                     |                                 |                                    |                                   |  |  |       |  |  | Luigi II del Palatinato-Zweibrücken |  |  |                                       |  |
|                                                         |                                 | Elisabetta d'Assia                 | Guglielmo I d'Assia               |  |  |       |  |  |                                     |  |  |                                       |  |
|                                                         |                                 | Elisabetta d'Assia                 | Guglielmo I d'Assia               |  |  |       |  |  |                                     |  |  |                                       |  |
|                                                         |                                 | Elisabetta d'Assia                 | Anna di Brunswick-Wolfenbüttel    |  |  |       |  |  |                                     |  |  |                                       |  |
| Carlo I del Palatinato-Zweibrücken-Birkenfeld           |                                 | Elisabetta d'Assia                 |                                   |  |  |       |  |  |                                     |  |  |                                       |  |
|                                                         |                                 | Filippo I d'Assia                  | Guglielmo II d'Assia              |  |  |       |  |  |                                     |  |  |                                       |  |
|                                                         |                                 | Filippo I d'Assia                  | Guglielmo II d'Assia              |  |  |       |  |  |                                     |  |  |                                       |  |
|                                                         |                                 | Filippo I d'Assia                  | Anna di Meclemburgo-Schwerin      |  |  |       |  |  |                                     |  |  |                                       |  |
| Anna d'Assia                                            |                                 | Filippo I d'Assia                  |                                   |  |  |       |  |  |                                     |  |  |                                       |  |
|                                                         |                                 | Cristina di Sassonia               | Giorgio di Sassonia               |  |  |       |  |  |                                     |  |  |                                       |  |
|                                                         |                                 | Cristina di Sassonia               | Giorgio di Sassonia               |  |  |       |  |  |                                     |  |  |                                       |  |
|                                                         |                                 | Cristina di Sassonia               | Barbara Jagellona                 |  |  |       |  |  |                                     |  |  |                                       |  |
| Giorgio Guglielmo del Palatinato-Zweibrücken-Birkenfeld |                                 | Cristina di Sassonia               |                                   |  |  |       |  |  |                                     |  |  |                                       |  |
|                                                         | Ernesto I di Brunswick-Lüneburg | Enrico di Brunswick-Lüneburg       |                                   |  |  |       |  |  |                                     |  |  |                                       |  |
|                                                         | Ernesto I di Brunswick-Lüneburg | Enrico di Brunswick-Lüneburg       |                                   |  |  |       |  |  |                                     |  |  |                                       |  |
|                                                         | Ernesto I di Brunswick-Lüneburg | Margherita di Sassonia             |                                   |  |  |       |  |  |                                     |  |  |                                       |  |
| Guglielmo il Giovane di Brunswick-Lüneburg              | Ernesto I di Brunswick-Lüneburg |                                    |                                   |  |  |       |  |  |                                     |  |  |                                       |  |
|                                                         |                                 | Sofia di Meclemburgo-Schwerin      | Enrico V di Meclemburgo-Schwerin  |  |  |       |  |  |                                     |  |  |                                       |  |
|                                                         |                                 | Sofia di Meclemburgo-Schwerin      | Enrico V di Meclemburgo-Schwerin  |  |  |       |  |  |                                     |  |  |                                       |  |
|                                                         |                                 | Sofia di Meclemburgo-Schwerin      | Ursula del Brandeburgo            |  |  |       |  |  |                                     |  |  |                                       |  |
| Dorotea di Brunswick-Lüneburg                           |                                 | Sofia di Meclemburgo-Schwerin      |                                   |  |  |       |  |  |                                     |  |  |                                       |  |
|                                                         |                                 | Cristiano III di Danimarca         | Federico I di Danimarca           |  |  |       |  |  |                                     |  |  |                                       |  |
|                                                         |                                 | Cristiano III di Danimarca         | Federico I di Danimarca           |  |  |       |  |  |                                     |  |  |                                       |  |
|                                                         |                                 | Cristiano III di Danimarca         | Anna del Brandeburgo              |  |  |       |  |  |                                     |  |  |                                       |  |
| Dorotea di Danimarca                                    |                                 | Cristiano III di Danimarca         |                                   |  |  |       |  |  |                                     |  |  |                                       |  |
|                                                         |                                 | Dorotea di Sassonia-Lauenburg      | Magnus I di Sassonia-Lauenburg    |  |  |       |  |  |                                     |  |  |                                       |  |
|                                                         |                                 | Dorotea di Sassonia-Lauenburg      | Magnus I di Sassonia-Lauenburg    |  |  |       |  |  |                                     |  |  |                                       |  |
|                                                         |                                 | Dorotea di Sassonia-Lauenburg      | Caterina di Braunschweig-Lüneburg |  |  |       |  |  |                                     |  |  |                                       |  |
|                                                         |                                 | Dorotea di Sassonia-Lauenburg      |                                   |  |  |       |  |  |                                     |  |  |                                       |  |